# Wzniesienie Strzeleckie (Sopot)
Wzniesienie Strzeleckie – wzniesienie o wysokości 79,7 m n.p.m. położone w woj. pomorskim, na obszarze miasta Sopot.
Przed II wojną światową wzniesienie nie posiadało nazwy, zaś obecnie stosowana nazwa to "Wzniesienie Strzeleckie".
Na wzniesieniu usytuowany jest punkt widokowy, zaś na północ od wzniesienia w odległości ok. 200 m przebiega ul. Zacisze.
W 2018 przewidziana jest renowacja punktu widokowego: położenie nowej nawierzchni, przełożenie wybranych stopni schodów z płyt kamiennych, naprawa muru oporowego oraz wymiana balustrad,
montaż pięciu ławek z oparciami, koszy na śmieci i tablicy informacyjnej. Zagrodzony dotychczas teren przy murze oporowym będzie stanowił dodatkowe miejsce, skąd będzie można podziwiać panoramę Sopotu i Zatoki Gdańskiej.